# Kfar Glikson
Kfar Glikson (hebrejsky כְּפַר גְּלִיקְסוֹן, doslova „Gliksonova vesnice“, v oficiálním přepisu do angličtiny Kefar Glikson) je vesnice typu kibuc v Izraeli, v Haifském distriktu, v Oblastní radě Menaše.

## Geografie
Leží v nadmořské výšce 66 metrů, v hustě osídlené a zemědělsky intenzivně využívané pobřežní nížině, respektive v jejím výběžku - údolí Bik'at ha-Nadiv. Na severovýchod od vesnice se zvedá pahorkatina Ramat Menaše. Podél jižní strany obce vstupuje do údolí vádí Nachal Barkan. Dál k jihu začíná region Vádí Ara.
Obec se nachází 10 kilometrů od břehu Středozemního moře, cca 52 kilometrů severovýchodně od centra Tel Avivu, cca 33 kilometrů jižně od centra Haify a 10 kilometrů severovýchodně od města Chadera. Kfar Glikson obývají Židé, přičemž osídlení v tomto regionu je převážně židovské. Ovšem 3 kilometry východně od kibucu začíná pás měst ve Vádí Ara obydlených izraelskými Araby.
Kfar Glikson je na dopravní síť napojen pomocí místní silnice číslo 6522, jež vede do sousední obce Giv'at Ada.

## Dějiny
Kfar Glikson byl založen v roce 1939. Šlo o opevněnou osadu typu Hradba a věž. Původně byla nazvána Makor (מקור). Nakonec byla ale pojmenována byla podle sionistického aktivisty Mošeho Gliksona, který působil v deníku Haaretz a který zemřel při dopravní nehodě ve stejný den, kdy byla zřizována tato osada. Zakladateli kibucu byla skupina židovských přistěhovalců z Rumunska, napojená na mládežnické hnutí ha-No'ar ha-cijoni.
Koncem 40. let měl Kfar Glikson rozlohu katastrálního území 1727 dunamů (1,727 kilometru čtverečního).
Místní ekonomika je založena na zemědělství a průmyslu (firma na kancelářské zboží). Rozvíjí se cestovní ruch.

## Demografie
Podle údajů z roku 2014 tvořili naprostou většinu obyvatel v Kfar Glikson Židé (včetně statistické kategorie "ostatní", která zahrnuje nearabské obyvatele židovského původu ale bez formální příslušnosti k židovskému náboženství).
Jde o menší sídlo vesnického typu s dlouhodobě stagnující populací. K 31. prosinci 2014 zde žilo 277 lidí. Během roku 2014 populace klesla o 2,1 %.
| Rok            | 1948 | 1961 | 1972 | 1983 | 1995 | 2001 | 2003 | 2004 | 2005 | 2006 | 2007 | 2008 | 2009 | 2010 | 2011 | 2012 | 2013 | 2014 |
| -------------- | ---- | ---- | ---- | ---- | ---- | ---- | ---- | ---- | ---- | ---- | ---- | ---- | ---- | ---- | ---- | ---- | ---- | ---- |
| Počet obyvatel | 428  | 234  | 288  | 334  | 315  | 286  | 272  | 285  | 285  | 269  | 280  | 290  | 253  | 251  | 279  | 275  | 283  | 277  |